# Böllen
Böllen település Németországban, azon belül Baden-Württembergben. Lakosainak száma 95 fő (2023. december 31.).

## Népesség
A település népessége az elmúlt években az alábbi módon változott:
| Lakosok száma | 131  | 122  | 107  | 100  | 102  | 100  | 107  | 103  | 94   | 95   |
|               | 1961 | 1967 | 1974 | 1980 | 1987 | 1993 | 2000 | 2006 | 2013 | 2023 |